# Thamnodynastes pallidus
Thamnodynastes pallidus är en ormart som beskrevs av Carl von Linné 1758. Thamnodynastes pallidus ingår i släktet Thamnodynastes och familjen snokar. Inga underarter finns listade i Catalogue of Life.
Arten förekommer i Amazonområdet i Brasilien, södra Colombia, södra Venezuela, i regionen Guyana, i östra Peru och i norra Bolivia. Enligt IUCN:s karta är även fynd från centrala och norra Colombia dokumenterade. Förekomsten i östra Ecuador är omstridd. Thamnodynastes pallidus lever i låglandet och i kulliga områden upp till 450 meter över havet. Den vistas i fuktiga skogar och jagar groddjur samt insekternas larver.
För beståndet är inga hot kända och i utbredningsområdet inrättades flera skyddszoner. IUCN kategoriserar arten globalt som livskraftig.